# François Mansart
François Mansart, född den 13 januari 1598 i Paris, död den 23 september 1666 i Paris, var en fransk arkitekt. 

## Biografi
Mansart var släkting till Jules Hardouin Mansart. Han är känd för att vara stilbildare för mansardtak och krediteras för att ha infört klassicismen i barockarkitekturen i Frankrike. Han var inte utbildad arkitekt utan hans släktingar tränade honom som stenhuggare och skulptör. Han tros ha skaffat sig sin kompetens hos arkitektbyrån Salomon de Brosse, den mest populära arkitekten under Henrik IV:s regeringstid.
Mansarts mest kända verk är bland annat kyrkan Val-de-Grâce i Paris och lantslottet Maisons-Lafitte nordväst om Paris, vars planlösning blev stilbildande i hela Europa.